# Зведена висота
Зведена висота — це відстань, на якій величина зменшується в e (основа натуральних логарифмів, приблизно 2,72) разів. Зазвичай позначається великою літерою H.

## У простій моделі атмосферного тиску
Для атмосфер планет зведена висота — збільшення висоти, що відповідає зменшенню атмосферного тиску в e разів. Зведена висота залишається константою для певної температури. Її можна порахувати за формулою:
{\displaystyle H={\frac {kT}{mg}}}
або еквівалентною їй
{\displaystyle H={\frac {RT}{Mg}}}
де:
- k — стала Больцмана, приблизно 1,38 x 10−23 Дж·К−1,
- R — газова стала, приблизно 8,31 Дж/(моль·К),
- T — середня температура атмосфери в кельвінах, 250 К[3] для Землі,
- m — середня маса молекули (кг),
- M — середня молярна маса атмосфери, 29 г/моль для Землі,
- g — прискорення вільного падіння на поверхні планети (м/с²).

Тиск (сила на одиницю площі) для заданої висоти є результатом ваги атмосфери, що лежить вище цієї висоти. Якщо на висоті z атмосфера має густину ρ і тиск P, нескінченно мале збільшення висоти dz зменшить тиск на величину dP, що дорівнює вазі шару атмосфери, товщиною dz.
Таким чином:
{\displaystyle {\frac {dP}{dz}}=-g\rho },
де g — прискорення вільного падіння. Для малого dz можна вважати g константою; знак «мінус» вказує на те, що зі збільшенням висоти тиск зменшується. Отже, використовуючи рівняння стану ідеального газу з середньою молекулярною масою m при температурі T, густину можна записати як
{\displaystyle \rho ={\frac {mP}{kT}}}.
Поєднуючи ці два рівняння, отримуємо
{\displaystyle {\frac {dP}{P}}={\frac {-dz}{\frac {kT}{mg}}}},
яке можна об'єднати з рівнянням для H, наведеним вище:
{\displaystyle {\frac {dP}{P}}=-{\frac {dz}{H}}}
яке не змінюється, якщо не змінюється температура. Інтегруючи та покладаючи P0 — тиск на висоті z = 0 (на рівні моря), отримуємо залежність тиску від висоти z у вигляді:
{\displaystyle P=P_{0}\exp \left(-{\frac {z}{H}}\right)}.
Отже, тиск зменшується експоненційно з висотою.
Для земної атмосфери, тиск на рівні моря P0 в середньому дорівнює приблизно 1,01×105 Па, середня молекулярна маса сухого повітря 28,964 а. о. м., що відповідає 28,964 × 1,660×10−27 = 4,808×10−26 кг, і g = 9,81 м/с². Тому зведена висота атмосфери Землі як функція температури 1,38/(4,808×9,81)×103 = 29,26 м/К.
Це дає такі зведені висоти для типових температур повітря:
T = 290 К, H = 8500 м
T = 273 К, H = 8000 м
T = 260 К, H = 7610 м
T = 210 К, H = 6000 м
Ці цифри можна порівняти з температурою та густиною земної атмосфери з NRLMSISE-00, яка показує густину повітря з 1200 г/м3 на рівні моря до 0,53 = 0,125 г/м3 на висоті 70 км, множник 9600, що означає середню зведену висоту 70/ln(9600) = 7,64 км, відповідає середній температурі повітря на рівні приблизно 260 К.

## Зведені висоти атмосфер планет
Нижче наведено наближені значення зведених висот атмосфер для деяких тіл Сонячної системи.
- Венера: 15,9 км[5]
- Земля: 8,5 км[6]
- Марс: 11,1 км[7]
- Юпітер: 27 км[8]
- Сатурн: 59.5 км[9]

- Титан: 40 км

- Уран: 27,7 км[11]
- Нептун: 19,1–20,3 км[12]
- Плутон: ~60 км[13]